# Cao Cao
Cao Cao (kinesisk: 曹操; pinyin: Cáo Cāo; Wade-Giles: Ts'ao² Ts'ao¹, født 155, nutidens Qiao i Bozhou, provinsen Anhui, Kina - død 15. marts 220, Luoyang) var krigsherre og den sidste kansler af Han-dynastiet som kom til magten i slutningen af Han-dynastiet i det gamle Kina.